# قائمة قرينات حكام بوهيميا

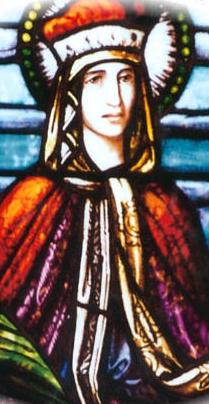
القديسة لودميلا؛ هي أول دوقة لـ بوهيميا

تحتوي القائمة على قرينات حكام بوهيميا منذ أواخر القرن التاسع حتى 1918 بعد انحلال الملكية.
إذا كنت تريد أزواجهن أنظر:قائمة حكام بوهيميا.

## أسرة بريميسيلد

### دوقة بوهيميا
- 891/888-874: لودميلا البوهيمية؛ زوجة بويفوي الأول، اغتيلت في 15 سبتمبر 921 في قلعة تتين.
- 921-906: دراهوميرا؛ زوجة فراتيسلاف الأول، توفيت. بعد 935.
- 972-935: بياغوتا؛ زوجة بوليسلاف الأول.
- ؟-999: إيما من منيلنيك؛ كانت أرملة لوثير ملك فرنسا، وحوالي 989 أصبحت الزوجة الثانية لـ بوليسلاف الثاني.
- ؟-؟: بوزينا؛ كزواج مرغنطي من أولدويتش.
- 1055-1034: جوديث من شفاينفورت؛ زوجة بريتيسلاف الأول؛ توفيت. 1058.
- 1061-1055: إيدا من فتين؛ زوجة سبيتنيف الثاني؛ توفيت. 1061.
- 1062-1061: أديلايد المجرية؛ الزوجة الأولى لـ فراتيسلاف الثاني.

| الصورة | الاسم                              | الوالد                   | الميلاد   | الزواج                                       | أصبحت ملكة                                   | توقف عن استخدم اللقب | الوفاة        | الزوج           |
| ------ | ---------------------------------- | ------------------------ | --------- | -------------------------------------------- | -------------------------------------------- | -------------------- | ------------- | --------------- |
|        | سفاتافا البولندية (Svatava Polská) | كازيمير الأول دوق بولندا | 1046-1048 | 1062 منذ 1085 هي أول ملكة القرينة لـ بوهيميا | 1062 منذ 1085 هي أول ملكة القرينة لـ بوهيميا | 14 يناير 1092        | 1 سبتمبر 1126 | فراتيسلاف الأول |

- 1092: فيربيرك من تينغلينغ؛ الزوجة الأولى لـ كونراد الأول.
- 1100-1094: لوكارتا من بوغن؛ زوجة بريتسلاف الثاني.
- 1007-1100: هيلدرجا النمساوية؛ زوجة بوزيفورج الثاني.
- 1117-1111: ريشيزا من بيرغ؛ زوجة فلاديسلاف الأول؛ توفيت. 1125.
- 1120-1117: هيلدرجا النمساوية؛ زوجة بوزيفورج الثاني.
- 1125-1120: ريشيزا من بيرغ؛ زوجة فلاديسلاف الأول.
- 1140-1125: أديلايد المجرية؛ زوجة سوبسلاف الأول.
- 1150-1140: جيرترود النمساوية؛ زوجة الأولى فلاديسلاف الثاني.

| الصورة | الاسم                               | الوالد                          | الميلاد  | الزواج                                         | أصبحت ملكة                                     | توقف عن استخدم اللقب | الوفاة   | الزوج            |
| ------ | ----------------------------------- | ------------------------------- | -------- | ---------------------------------------------- | ---------------------------------------------- | -------------------- | -------- | ---------------- |
|        | جوديث من تورينغيا (Judita Durynská) | لودفيغ الأول، لاندغراف تورينغيا | بعد 1135 | 1153 منذ 1158 هي ثانية ملكة القرينة لـ بوهيميا | 1153 منذ 1158 هي ثانية ملكة القرينة لـ بوهيميا | 1172                 | بعد 1174 | فلاديسلاف الثاني |

- 1173-1172: إليزابيث المجرية؛ زوجة فريدرش الأول؛ توقيت. بعد 1189.
- 1178-7/1173: إليزابيث البولندية؛ زوجة سويبسلاف الثاني؛ توفيت. 1209.
- 1189-1178: إليزابيث المجرية؛ زوجة فريدرش الأول؛ توقيت. بعد 1189.
- 1191-1189: هليتشا من فيتلسباخ؛ زوجة كونراد الثاني؛ توفيت. بعد 1198.

### ملكات بوهيميا
| الصورة | الاسم                                           | الوالد                     | الميلاد       | الزواج         | أصبحت ملكة     | توقف عن استخدم اللقب | الوفاة         | الزوج          |
| ------ | ----------------------------------------------- | -------------------------- | ------------- | -------------- | -------------- | -------------------- | -------------- | -------------- |
|        | أديلهيد من مايسن (Adléta Míšeňská)              | أوتو الثاني، مارغريف مايسن | 1160+         | 1178           | 1198           | 1199                 | 2 فبراير 1211  | أوتوكار الأول  |
|        | كونستانس المجرية (Konstancie Uherská)           | بيلا الثالث ملك المجر      | 1181          | 1199           | 1199           | 1230                 | 6 ديسمبر 1240  | أوتوكار الأول  |
|        | كونيغوند الألمانية (Kunhuta Švábská/Štaufská)   | فيليب الأول ملك ألمانيا    | 1200          | 1224           | 1230           | 13 سبتمبر 1248       | 13 سبتمبر 1248 | فاتسلاف الأول  |
|        | مارغريت النمساوية (Markéta Babenberská)         | ليوبولد الرابع، دوق النمسا | 1204          | فبراير 1252    | 1253           | 1260 الطلاق          | 29 أكتوبر 1266 | أوتوكار الثاني |
|        | كونيغوندا السلافونية (Kunhuta Haličská/Uherská) | روستيسلاف من سلافونيا      | 1245          | 25 أكتوبر 1261 | 25 أكتوبر 1261 | 1278                 | 9 سبتمبر 1285  | أوتوكار الثاني |
|        | جوديث النمساوية (Guta Habsburská)               | رودولف الأول ملك ألمانيا   | 13 مارس 1271  | 24 يناير 1285' | 24 يناير 1285' | 18 يونيو 1297        | 18 يونيو 1297  | فاتسلاف الثاني |
|        | إليزابيث ريجكا البولندية (Eliška Rejčka)        | برزيميسو الثاني ملك بولندا | 1 سبتمبر 1286 | 1300           | 1303           | 1305                 | 18 أكتوبر 1335 | فاتسلاف الثاني |
|        | فيولا من تيشن (Viola Těšínská)                  | ميشكو الأول، دوق تيشن      | ح. 1290       | 1305           | 1305           | 1306                 | 21 سبتمبر 1317 | فاتسلاف الثالث |

## أسر مختلفة
| الصورة | الاسم                                    | الوالد                     | الميلاد        | الزواج | أصبحت ملكة | توقف عن استخدم اللقب | الوفاة         | الزوج        |
| ------ | ---------------------------------------- | -------------------------- | -------------- | ------ | ---------- | -------------------- | -------------- | ------------ |
|        | إليزابيث ريجكا البولندية (Eliška Rejčka) | برزيميسو الثاني ملك بولندا | 1 سبتمبر 1286  | 1306   | 1306       | 1307                 | 18 أكتوبر 1335 | رودولف الأول |
|        | آن البوهيمية (Anna Přemyslovna)          | فاتسلاف الثاني             | 10 أكتوبر 1290 | 1306   | 1306/7     | 1310                 | 3 سبتمبر 1313  | ييندريش      |

## أسرة لوركسمبورغ
| الصورة | الاسم                                                           | الوالد                               | الميلاد        | الزواج                                                             | أصبحت ملكة                                                         | توقف عن استخدم اللقب                                                  | الوفاة                                                                          | الزوج          |
| ------ | --------------------------------------------------------------- | ------------------------------------ | -------------- | ------------------------------------------------------------------ | ------------------------------------------------------------------ | --------------------------------------------------------------------- | ------------------------------------------------------------------------------- | -------------- |
|        | إليزابيث البوهيمية (Elisabeth of Premysled, Eliška Přemyslovna) | فاتسلاف الثاني                       | 20 يناير 1292  | 1 سبتمبر 1310 في كاتدرائية شباير (ألمانيا) / ملكة من 9 ديسمبر 1310 | 1 سبتمبر 1310 في كاتدرائية شباير (ألمانيا) / ملكة من 9 ديسمبر 1310 | 28 سبتمبر 1330 في براغ - قلعة فيسراد (بوهيميا)                        | 28 سبتمبر 1330 في براغ - قلعة فيسراد (بوهيميا)                                  | يان            |
|        | بياتريس البوربونية (BeatriceB (alias Beatrix) Bourbonská)       | لويس الأول، دوق بوربون               | حوالي 1315-16  | ديسمبر 1334 في فرنسا / ديسمبر 1334                                 | ديسمبر 1334 في فرنسا / ديسمبر 1334                                 | 26 أغسطس 1346                                                         | 23 ديسمبر 1383                                                                  | يان            |
|        | بلانش دي فالوا (Blanka z Valois)                                | شارل كونت فالوا                      | 1316           | 15 مايو 1323 في باريس (فرنسا)                                      | 26 أغسطس 1346                                                      | 1 أغسطس 1348 في براغ                                                  | 1 أغسطس 1348 في براغ                                                            | كاريل الأول    |
|        | آنا البافارية (Anna Falcká)                                     | رودولف الثاني، كونت بالاتينات الراين | 26 سبتمبر 1329 | 4 (11) مارس 1349 في باشارش آم الراين (ألمانيا)                     | 4 (11) مارس 1349 في باشارش آم الراين (ألمانيا)                     | 2 فبراير 1353                                                         | 2 فبراير 1353                                                                   | كاريل الأول    |
|        | آنا من شفيدنيكا (Anna Svídnická)                                | هاينريش الثاني، دوق شفيدنيكا         | 1339           | 27 مايو 1353 في بودا اليوم بودابست، المجر)                         | 27 مايو 1353 في بودا اليوم بودابست، المجر)                         | 11 يوليو 1362                                                         | 11 يوليو 1362                                                                   | كاريل الأول    |
|        | إليزابيث البوميرانية (Alžběta Pomořanská)                       | بوغزلاف الخامس، دوق بوميرانيا        | 1347           | 21 مايو 1363 في القلعة فافل الملكية في كراكوف (بولندا)             | 21 مايو 1363 في القلعة فافل الملكية في كراكوف (بولندا)             | 29 نوفمبر 1378                                                        | 14 فبراير 1393 تقربيا في قلعة في هرديك كرالوف (اليوم كونيغراتز، جمهورية التشيك) | كاريل الأول    |
|        | جوانا البافارية (Johanna (alias Jana) Bavorská)                 | ألبرت الأول، دوق بافاريا             | حوالي 1356     | 29 سبتمبر 1370 في نونبيرغ (اليوم نونبيرغ، ألمانيا)                 | 10 يناير 1376                                                      | 31 ديسمبر 1386 في قلعة كارلشتين (اليوم قلعة كارلشتين، جمهورية التشيك) | 31 ديسمبر 1386 في قلعة كارلشتين (اليوم قلعة كارلشتين، جمهورية التشيك)           | فاتسلاف الرابع |
|        | صوفيا البافارية (Žofie Bavorská)                                | يوهان الثاني دوق بافاريا             | 1376           | 2 مايو 1389                                                        | 2 مايو 1389                                                        | 16 أغسطس 1419                                                         | 26 سبتمبر 1425 في براتيسلافا؛ (أصلا بوزني الآن بريسبورغ، اليوم سلوفاكيا)        | فاتسلاف الرابع |
|        | باربرا من سيلي (Barbora Cellská)                                | هيرمان الثاني، كونت سيلي             | حوالي 1393     | 1408                                                               | 16 أغسطسس 1419                                                     | 9 ديسمبر 1437                                                         | 11 يوليو 1451 في قلعة ميلنيك (جمهورية التشيك)                                   | زيكموند        |

## أسر مختلفة
| الصورة | الاسم                                                             | الوالد             | الميلاد | الزواج | أصبحت ملكة               | توقف عن استخدم اللقب      | الوفاة         | الزوج                              |
| ------ | ----------------------------------------------------------------- | ------------------ | ------- | ------ | ------------------------ | ------------------------- | -------------- | ---------------------------------- |
|        | إليزابيث البوهيمية (Alžběta Lucemburská) (Elizabeth of Luxemburg) | الإمبراطور زيكموند | 1409    | 1422   | 1438 تتويج الزوج         | 27 أكتوبر 1439 وفاة الزوج | 25 ديسمبر 1442 | ألبرشت الأول (Albrecht Habsburský) |
|        | جوانا من روزميتال (Johana z Rožmitálu)                            | يان من روزنيتال    | ح. 1430 | 1450   | 7 مايو 1457 انتخاب الزوج | 22 مارس 1471              | 12 نوفمبر 1475 | جيري بوديبراد                      |

### أسرة ياغيلون، 1490–1526
| الصورة | الاسم                | الوالد                                      | الميلاد        | الزواج         | أصبحت ملكة     | توقف عن استخدم اللقب                           | الوفاة         | الزوج            |
| ------ | -------------------- | ------------------------------------------- | -------------- | -------------- | -------------- | ---------------------------------------------- | -------------- | ---------------- |
|        | باربرا من براندنبورغ | ألبرشت الثالث، ناخب براندنبورغ (هوهنتسولرن) | 30 مايو 1464   | 20 أغسطس 1476  | 20 أغسطس 1476  | 1491 الطلاق                                    | 4 سبتمبر 1515  | فلاديسلاف الثاني |
|        | بياتريس النابولية    | فرديناندو الأول ملك نابولي (تراستامارا)     | 16 نوفمبر 1457 | 4 أكتوبر 1490  | 4 أكتوبر 1490  | 7 أبريل 1500 إلغي من قبل البابا ألكسندر السادس | 23 سبتمبر 1508 | فلاديسلاف الثاني |
|        | آنا من فوا-كاندال    | غاستون دي فوا، كونت كاندال (فوا)            | 1484           | 29 سبتمبر 1502 | 29 سبتمبر 1502 | 26 يوليو 1506                                  | 26 يوليو 1506  | فلاديسلاف الثاني |
|        | ماري النمساوية       | فيليب الأول ملك قشتالة (هابسبورغ)           | 18 سبتمبر 1505 | 13 يناير 1522  | 13 يناير 1522  | 29 أغسطس 1526 وفاة الزوج                       | 18 أكتوبر 1558 | لودفيك الأول     |

## أسرة هابسبورغ
| الصورة | الاسم                             | الوالد                            | الميلاد       | الزواج         | أصبحت ملكة               | توقف عن استخدم اللقب      | الوفاة         | الزوج          |
| ------ | --------------------------------- | --------------------------------- | ------------- | -------------- | ------------------------ | ------------------------- | -------------- | -------------- |
|        | آنا البوهيمية (Anna Jagellonská)  | فلاديسلاف الثاني                  | 23 يوليو 1503 | 25 مايو 1521   | 1526 أنتخاب الزوج        | 27 يناير 1547             | 27 يناير 1547  | فرديناند الأول |
|        | ماريا الإسبانية (Marie Španělská) | كارل الخامس، إمبراطور روماني مقدس | 21 يونيو 1528 | 13 سبتمبر 1548 | 25 يوليو 1564 صعود الزوج | 12 أكتوبر 1576 وفاة الزوج | 26 فبراير 1603 | ماكسيمليان     |
|        | آنا التيرولية (Anna Tyrolská)     | فرديناند الثاني، أرشيدوق النمسا   | 4 أكتوبر 1585 | 4 ديسمبر 1611  | 4 ديسمبر 1611            | 14 ديسمبر 1618            | 14 ديسمبر 1618 | ماتياس         |

## أسرة فيتلسباخ
| الصورة | الاسم                                    | الوالد                 | الميلاد       | الزواج         | أصبحت ملكة                 | توقف عن استخدم اللقب            | الوفاة         | الزوج   |
| ------ | ---------------------------------------- | ---------------------- | ------------- | -------------- | -------------------------- | ------------------------------- | -------------- | ------- |
|        | إليزابيث الإنجليزية (Alžběta Stuartovna) | جيمس الأول ملك إنجلترا | 19 أغسطس 1596 | 14 فبراير 1613 | 26 أغسطس 1619 أنتخاب الزوج | 9 نوفمبر 1620 الرحيل عن بوهيميا | 13 فبراير 1662 | فريدريش |

## أسرة هابسبورغ
| الصورة | الاسم                                    | الوالد                                        | الميلاد                     | الزواج         | أصبحت ملكة             | توقف عن استخدم اللقب      | الوفاة         | الزوج           |
| ------ | ---------------------------------------- | --------------------------------------------- | --------------------------- | -------------- | ---------------------- | ------------------------- | -------------- | --------------- |
|        | إليونور المانتوفية                       | فينشينسو الأول، دوق مانتوفا (غونزاغا)         | 23 سبتمبر (23 فبراير؟) 1598 | 4 فبراير 1622  | 4 فبراير 1622          | 15 فبراير 1637 وفاة الزوج | 27 يونيو 1655  | فرديناند الثاني |
|        | ماريا آنا الإسبانية                      | فيليب الثالث ملك إسبانيا (هابسبورغ)           | 18 أغسطس 1606               | 20 فبراير 1631 | 20 فبراير 1631         | 13 مايو 1646              | 13 مايو 1646   | فرديناند الثالث |
|        | ماريا ليوبولدين النمساوية                | ليوبولد الخامس، أرشيدوق النمسا (هابسبورغ)     | 6 أبريل 1632                | 2 يوليو 1648   | 2 يوليو 1648           | 7 أغسطس 1649              | 7 أغسطس 1649   | فرديناند الثالث |
|        | إليونور المانتوفية                       | كارلو الثاني، دوق مانتوفا (غونزاغا)           | 18 نوفمبر 1630              | 30 أبريل 1651  | 30 أبريل 1651          | 2 أبريل 1657 وفاة الزوج   | 6 ديسمبر 1686  | فرديناند الثالث |
|        | مارغريت تيريزا الإسبانية                 | فيليب الرابع ملك إسبانيا (هابسبورغ)           | 12 يوليو 1651               | 12 ديسمبر 1666 | 12 ديسمبر 1666         | 12 مارس 1673              | 12 مارس 1673   | ليوبولد الأول   |
|        | كلادويا فليتسيتاس النمساوية              | فرديناند كارل، أرشيدوق النمسا (هابسبورغ)      | 30 مايو 1653                | 15 أكتوبر 1673 | 15 أكتوبر 1673         | 8 أبريل 1676              | 8 أبريل 1676   | ليوبولد الأول   |
|        | إليونور-ماغدالين من نيوبورغ              | فيليب فيلهلم، ناخب بالاتينات (فيتلسباخ)       | 6 يناير 1655                | 14 ديسمبر 1676 | 14 ديسمبر 1676         | 5 مايو 1705 وفاة الزوج    | 19 يناير 1720  | ليوبولد الأول   |
|        | فيلهيلمين أمالي من براونشفايغ-لونيبورغ   | يوهان فريدرش دوق كالينبورغ (فلف)              | 21 أبريل 1673               | 24 فبراير 1699 | 5 مايو 1705 صعود الزوج | 17 أبريل 1711 وفاة الزوج  | 10 أبريل 1742  | يوزيف الأول     |
|        | إليزابيث كريستين من براونشفايغ-فولفنبوتل | لودفيغ رودولف، دوق براونشفايغ-فولفنبوتل (فلف) | 28 أغسطس (28 سبتمبر؟) 1691  | 1 أغسطس 1708   | ديسمبر 1711 صعود الزوج | 20 أكتوبر 1740 وفاة الزوج | 21 ديسمبر 1750 | كاريل الثاني    |

## أسرة فيتلسباخ
| الصورة | الاسم                  | الوالد                           | الميلاد        | الزواج        | أصبحت ملكة                 | توقف عن استخدم اللقب     | الوفاة         | الزوج        |
| ------ | ---------------------- | -------------------------------- | -------------- | ------------- | -------------------------- | ------------------------ | -------------- | ------------ |
|        | ماريا أماليا النمساوية | الإمبراطور يوزف الأول (هابسبورغ) | 22 أكتوبر 1701 | 5 أكتوبر 1722 | 9 ديسمبر 1741 انتخاب الزوج | 20 يناير 1745 وفاة الزوج | 11 ديسمبر 1756 | كاريل ألبرشت |

## أسرة هابسبورغ-لورين
| الصورة | الاسم                         | الوالد                                            | الميلاد        | الزواج         | أصبحت ملكة                | توقف عن استخدم اللقب       | الوفاة         | الزوج                |
| ------ | ----------------------------- | ------------------------------------------------- | -------------- | -------------- | ------------------------- | -------------------------- | -------------- | -------------------- |
|        | ماريا لويزا الإسبانية         | كارلوس الثالث ملك إسبانيا (بوربون)                | 24 نوفمبر 1745 | 16 فبراير 1764 | 30 سبتمبر 1790            | 1 مارس 1792 وفاة الزوج     | 15 مايو 1792   | ليوبولد الثاني       |
|        | ماريا تيريزا من نابولي وصقلية | فرديناندو الأول ملك نابولي وصقلية (بوربون)        | 6 يونيو 1772   | 15 أغسطس 1790  | 5 يوليو 1792 صعود الزوج   | 13 أبريل 1807              | 13 أبريل 1807  | فرانتشيك             |
|        | ماريا لودفيكا من النمسا-إستي  | الأرشيدوق فرديناند من النمسا-إستي (هابسبورغ-إستي) | 14 ديسمبر 1787 | 6 يناير 1808   | 6 يناير 1808              | 7 أبريل 1816               | 7 أبريل 1816   | فرانتشيك             |
|        | كارولين أوغستا البافارية      | ماكسيمليان الأول يوزف ملك بافاريا (فيتلسباخ)      | 8 فبراير 1792  | 29 أكتوبر 1816 | 29 أكتوبر 1816            | 2 مارس 1835 وفاة الزوج     | 9 فبراير 1873  | فرانتشيك             |
|        | ماريا آنا السردينية           | فيتوريو إمانويلي الأول ملك سردينيا (سافوي)        | 19 سبتمبر 1803 | 12 فبراير 1831 | 2 مارس 1835 صعود الزوج    | 2 ديسمبر 1848 تنازل الزوج  | 4 مايو 1884    | فرديناند الخامس      |
|        | إليزابيث البافارية            | ماكسيمليان يوزف، دوق في بافاريا (فيتلسباخ)        | 24 ديسمبر 1837 | 24 أبريل 1854  | 24 أبريل 1854             | 10 سبتمبر 1898             | 10 سبتمبر 1898 | فرانتشيك يوزيف الأول |
|        | زيتا من بوربون-بارما          | روبرت الأول، دوق بارما (بوربون-بارما)             | 9 مايو 1892    | 13 يونيو 1911  | 21 نوفمبر 1916 صعود الزوج | 11 نوفمبر 1918 تنازل الزوج | 14 مارس 1989   | كاريل الثالث         |

### حاملات اللقب
| الصورة | الاسم                   | الوالد                                         | الميلاد      | الزواج        | أصبحت حاملة اللقب            | توقف عن استخدم اللقب    | الوفاة        | الزوج          |
| ------ | ----------------------- | ---------------------------------------------- | ------------ | ------------- | ---------------------------- | ----------------------- | ------------- | -------------- |
|        | زيتا من بوربون-بارما    | روبرت الأول، دوق بارما (بوربون-بارما)          | 9 مايو 1892  | 13 يونيو 1911 | 11 نوفمبر 1918 إلغاء الملكية | 1 أبريل 1922 وفاة الزوج | 14 مارس 1989  | كارل           |
|        | ريجينا من ساكس-ماينينغن | غيورغ، أمير ساكس-ماينينغن (ساكس-ماينينغن)      | 6 يناير 1925 | 10 مايو 1951  | 10 مايو 1951                 | يناير 2007 تنازل الزوج  | 3 فبراير 2010 | الأرشيدوق أوتو |
|        | فرانشيسكا ثسن           | البارون هانس هاينريش ثسن-بورنمزا (ثسن-بورنمزا) | 7 يونيو 1958 | 31 يناير 1993 | يناير 2007 صعود الزوج        | شاغل                    | شاغل          | الأرشيدوق كارل |